# Fredrik Stoor
Fredrik Stoor (Estocolmo, 28 de Fevereiro de 1984) é um futebolista sueco que atualmente joga no Fulham.
Stoor nasceu em Trångsund, ao sul de Estocolmo. Aos oito anos de idade começou a jogar pelo Kärrtorp BK. Em 1995 foi para o Skogås/Trångsunds FF, e em 1996 transferiu-se para o Hammarby IF, onde jogaria por dez anos até 2006, quando foi contratado pelo Rosenborg. Em julho de 2008, foi contratado pelo Fulham.